# Kyle Busch
Kyle Thomas Busch (Las Vegas, Nevada, Estados Unidos, 2 de mayo de 1985) es un piloto de automovilismo y propietario de equipo estadounidense. Compite en la Copa NASCAR manejando el Chevrolet Camaro ZL1 n.º 8 para Richard Childress Racing , medio tiempo en la NASCAR Xfinity Series , manejando el Chevrolet Camaro n.º 10 para Kaulig Racing , y medio tiempo en la NASCAR Craftsman Truck Series , conduciendo la Chevrolet Silverado n.º 51 para Kyle Busch Motorsports . KBM maneja varias camionetas en la serie de camionetas. Busch es el campeón de la Serie Nationwide de NASCAR en 2009 y El Campeón de la Serie de la Copa 2015 y 2019 . Busch actualmente ocupa el noveno lugar en la lista de victorias de la Serie de la Copa NASCAR de todos los tiempos y su dominio de las tres series principales de NASCAR lo ha clasificado como uno de los mejores pilotos de carreras de todos los tiempos.  Busch también es Campeón WWE 24/7 . 
En la Copa NASCAR, fue campeón en 2015 y 2019, subcampeón en 2017, tercero en 2016, cuarto en 2013 y 2018, quinto en 2007, octavo en 2010 y 2020, noveno en 2021, décimo en 2006, 2008 y en 2014 como mejores resultados; a noviembre de 2021 acumula 59 victorias y 228 top 5 en la categoría. Se destacan sus ocho victorias en el óvalo corto de Bristol y seis en Richmond Raceway. También ha conseguido vencer en 23 de las 29 pistas en eventos de Copa NASCAR.
En tanto que en la NASCAR Xfinity Series, Kyle salió campeón en 2009, segundo en 2004, y tercero en 2010, obteniendo un total de 102 victorias.
Posee el récord de más victorias obtenidas en una temporada, 21, entre las tres máximas categorías de la NASCAR. Asimismo, es el único piloto de la NASCAR en ganar dos carreras de diferente categoría, Nationwide Series y Truck Series, el mismo día, el 21 de febrero de 2009. También ha sido el primero en ganar las tres carreras de las máximas categorías de la NASCAR en el mismo fin de semana, en agosto de 2010 en el circuito Bristol Motor Speedway.
Es hermano del campeón de la Copa NASCAR 2004, Kurt Busch.

## Inicios
Kyle Busch compitió, con 16 años de edad, en 2001, en la NASCAR Truck Series para el equipo Roush Racing debutando en el circuito Indianapolis Raceway Park consiguiendo destacar acabando en el noveno puesto. En su segunda carrera en el circuito Chicago Motor Speedway lideraba la prueba cuando a 12 vueltas del final se quedó sin combustible. En la carrera que se iba a celebrar en el circuito California Speedway de Fontana, California, fue expulsado de la competición ya que el acuerdo de 1998 entre las principales industrias tabaqueras y 46 estados norteamericanos sobre la recuperación de los gastos ocasionados por los daños provocados por el tabaco, prohibía la participación de menores de edad en eventos patrocinados por industrias tabaqueras y dicha carrera era patrocinada por Marlboro. Seis semanas después, la NASCAR prohibió la participación de menores de 18 años para la temporada 2002, para la que Busch ya estaba comprometido para competir a tiempo completo, debido a que en ese momento otra industria tabaquera, Winston, era uno de los patrocinadores principales de la NASCAR. En total participó en seis carreras en las que logró clasificarse dos veces entre los diez primeros.
Busch se vio forzado a trasladarse a la American Speed Association, (ASA), para seguir compitiendo en 2002, donde acabó en octavo lugar final.

## Hendrick
En 2003 firmó un contrato con el equipo Hendrick Motorsports para competir en siete carreras de la ARCA Racing Series de la Automobile Racing Club of America, (ARCA), de las que ganó dos en los circuitos Nashville Superspeedway y Kentucky Speedway. También en ese año, Kyle firmó con Hendrick Motorsports para correr seis carreras de la NASCAR Busch Series con el Chevrolet del equipo NEMCO Motorsports, quedando en segundo lugar en dos ocasiones.
En 2004 compitió a tiempo completo en la Busch Series para Hendrick. Busch consiguió en total cinco victorias en 2004, consiguiendo el récord de ser el novato con mayor número de victorias,  y se consagró subcampeón por detrás de Martin Truex, Jr., obteniendo el título de NASCAR Rookie of the Year, (Novato del Año), de la categoría. Asimismo disputó en seis carreras de la Copa NASCAR con un Chevrolet para Hendrick, siendo su mejor puesto una 24.ª posición en el circuito California Speedway, y una de la Truck Series con un Chevrolet de Rob Morgan.

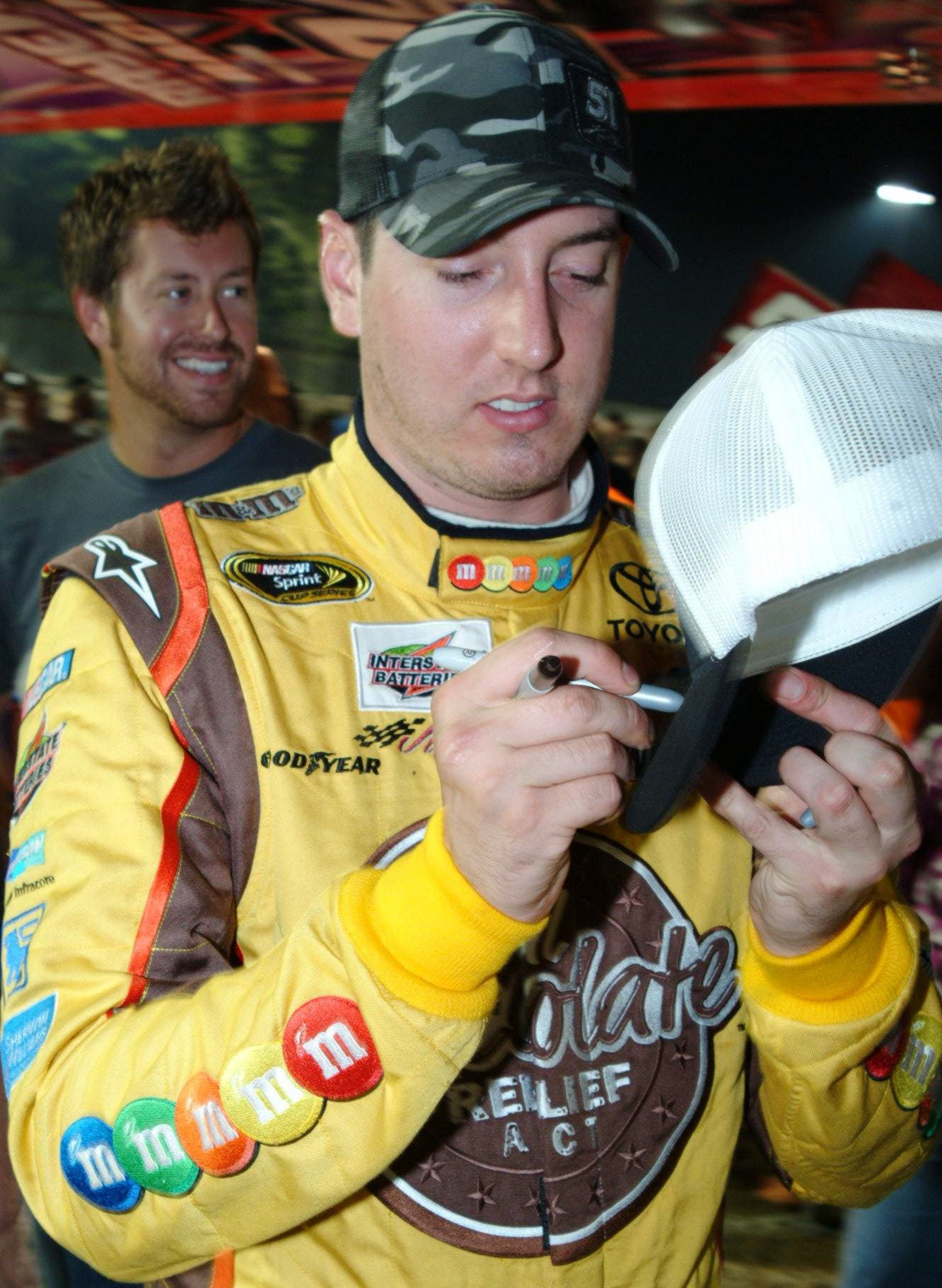
Busch en agosto de 2009

Al año siguiente, Kyle Busch se convirtió en piloto titular de Hendrick en la Copa NASCAR; ganó el título de Novato del Año de la Copa tras dos victorias y un 20.º puesto final. Asimismo fue el más joven piloto en lograr una pole en la Nextel Cup. Además disputó 11 carreras de la NASCAR Truck Series en el equipo Billy Ballew Motorsports conduciendo un Chevrolet, ganando 3 carreras. También disputó 14 carreras de la Busch Series, logrando 1 victoria y 2 top 5. Sus primeras victorias tanto en Copa como en Trucks lo hizo entrar el grupo de pilotos que habían ganado carreras en las tres categorías nacionales de la NASCAR. 
En la temporada 2006 de la Nextel Cup se clasificó por primera vez para la Caza por la Copa, finalizando la misma en décimo lugar, 448 puntos por detrás del campeón, Jimmie Johnson. Fue el piloto más joven en entrar en la lucha por el título de la Copa NASCAR, récord que sigue ostentando. Asimismo, en 2006, disputó prácticamente entera la temporada de la Busch Series consiguiendo una victoria, 3 top 5, y 7 top 10 para finalizar séptimo en el campeonato; también ganó 1 carrera de la Truck Series.
En 2007 ganó la primera carrera disputada en la Copa con el llamado Car of Tomorrow, el nuevo diseño de coche implantado por la NASCAR para mejorar la seguridad y rebajar los costes. La carrera se disputó en el circuito Bristol Motor Speedway y supuso la victoria número 200 para Hendrick Motorsports, la victoria número 600 para Chevrolet y la primera victoria desde 1963 de un Chevrolet Impala. Con esa victoria, 11 top 5, y 20 top 10 logró terminar quinto en la tabla general de la Copa. También, logró 4 victorias en la Busch y 2 en la Nationwide.

## Joe Gibbs
En la Copa, después de ser reemplazado por Dale Earnhardt Jr. en Hendrick, Kyle pasó al equipo Joe Gibbs para conducir un Toyota durante la temporada 2008.  Logró 8 victorias, y 21 arribos entre los 10 primeros, pero sus malos resultados en la parte final del campeonato lo relegaron al décimo puesto. También disputó la Nationwide Series ayudando junto con Denny Hamlin, Joey Logano y Tony Stewart, a que Joe Gibbs Racing ganase el Campeonato de Propietarios para el coche número 20. Acumuló 10 victorias y 4 poles a lo largo de su temporada a tiempo parcial conduciendo Toyotas no solo para Joe Gibbs, sino también para Todd Braun y Eddie D'Hondt. En la Truck Series, siguió con el equipo Billy Ballew pero competiría con un Toyota consiguió la segunda pole de su carrera en esta categoría y ganó tres carreras.
En la temporada 2009 falló en acceder a la Caza, la lucha por el título de campeón; Brian Vickers le arrebató la última plaza disponible por tan solo 8 puntos. Ganó cuatro carreras de la Sprint Cup a lo largo de la temporada. En la Nationwide Series disputó la temporada complete solamente con un Toyota de Joe Gibbs, ganó nueve carreras y arribó en 25 entre los cinco primeros, consiguiendo el título de campeón de la NASCAR Nationwide Series 2009. En la Truck Series ganó siete carreras. En febrero consiguió ser el primer piloto que ganaba el mismo día dos carreras de dos categorías distintas, la Nationwide Series y la Truck Series, en el circuito Auto Club Speedway. También disputó la fecha veraniega de la Rolex Sports Car Series en Daytona con un Riley-Lexus del equipo Chip Ganassi junto con Scott Speed, finalizando en el décimo lugar
Al año siguiente, el piloto consiguió 3 victorias, y 18 top 5 en la Copa, para concluir octavo en el campeonato. Mientras tanto, en la Nationwide logró 13 victorias y 22 top 5, pero al no disputar toda la temporada en la categoría, finalizó tercero; y en la Truck Series disputó un calendario parcial pero con un Toyota de su propio equipo formado en ese año, donde obtuvo 8 victorias, y 13 top 5. El 21 de agosto de 2010, fue el primer piloto en ganar las tres carreras de la NASCAR disputadas en un solo fin de semana en el circuito Bristol Motor Speedway. 
En 2011, logró 4 victorias, y 14 arribos entre los cinco primeros, para terminar duodécimo en la temporada de la Copa. En Nationwide, logró 8 victorias y 17 top 5, y en la Truck Series consiguió 6 victorias y 11 top 5., aunque no sumó puntos en estas dos categorías por ser titular de la Copa NASCAR. Sin embargo, en ese año Kyle se vio involucrado en polémica, cuando chocó intencionalmente a Ron Hornaday Jr. bajo bandera amarilla en una carrera de NASCAR Truck Series en Texas, terminando con las chances de este último de ser campeón de la categoría. Por esa acción no solo fue desclasificado de la carrera sino que también le valió en una suspensión para todo el fin de semana, incluyendo no poder disputar la carrera de Copa NASCAR en ese mismo óvalo.

Kyle solo acumuló una victoria, 13 top 5, y 20 top 10, y no se pudo meterse en la Caza, por lo que terminó decimotercero en la Copa NASCAR 2012. En ese año, disputó 22 carreras de la Nationwide y 3 de la Truck para su propio equipo con la marca Toyota; en la Nationwide consiguió 9 top 5 y 14 top 10, y en la Truck obtuvo 3 top 5, pero no logró ninguna victoria en las dos categorías promocionales. 

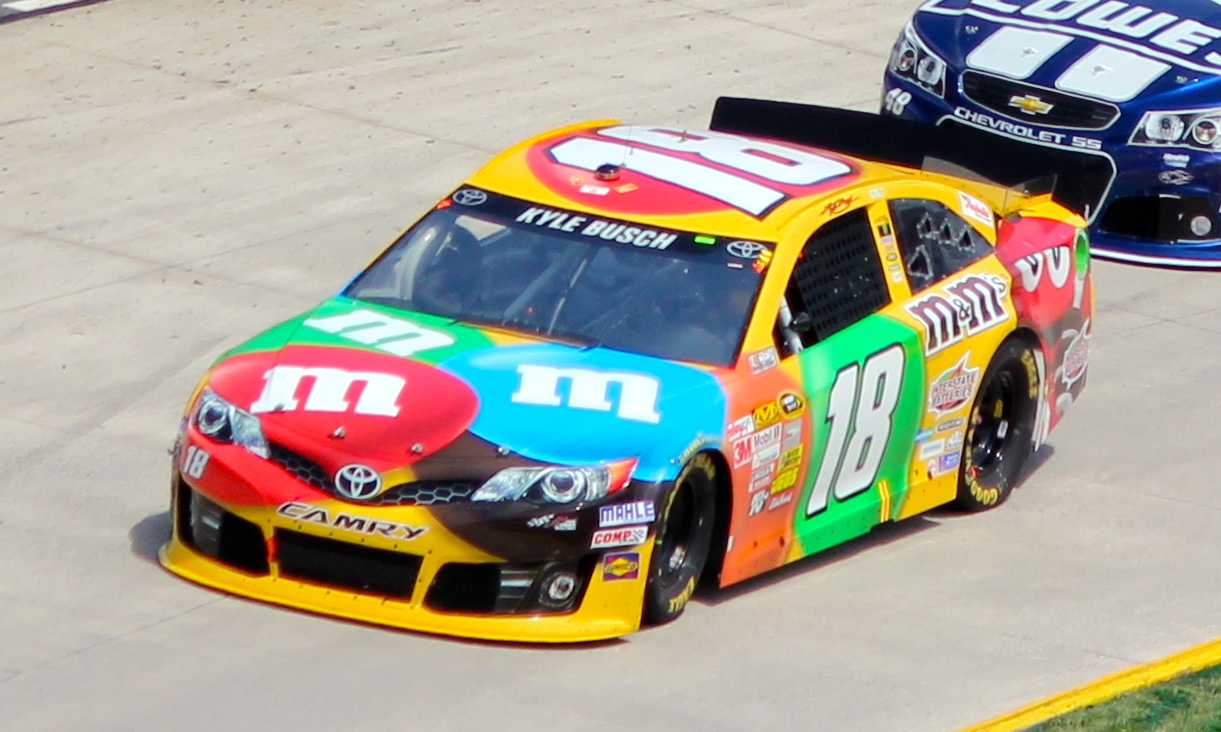
Kyle pilotando un Toyota Camry en Martinsville, año 2013.

En la Copa NASCAR 2013, Kyle logró 4 victorias, 16 top 5, y 22 top 10, para terminar cuarto en el campeonato. Mientras que en ese mismo año, disputó 26 carreras de la Nationwide ahora con un Toyota de Joe Gibbs, ganando en 12 de ellas. Por otro lado, en la Truck Series obtuvo 5 victorias y 8 top 5 en 11 carreras disputadas. En 2014, Kyle logró una victoria en Fontana donde le permitió acceder a la Caza por la Copa. Aunque en las primeras cinco fechas de la Caza tuvo buenos resultados, un accidente en Talladega, lo despidió de la Caza y de las chances por el título; terminó décimo en el campeonato con un triunfo y 9 top 5. En tanto que en la Nationwide Series y en la Truck Series logró 7 victorias en cada una de ambas categorías.
Kyle se perdió las primeras 11 carreras de la temporada 2015 de la Copa NASCAR, debido a que sufrió una fractura en la pierna derecha y del pie izquierdo durante la primera fecha de la NASCAR Xfinity Series en Daytona, en un choque contra una pared que no tenía barrera SAFER. Regresó a la Copa en las 600 Millas de Charlotte, y para clasificar a la Caza tenía que lograr al menos una victoria y terminar entre los primeros 30 mejores pilotos del campeonato. 
Logró cuatro victorias en la temporada regular en Sonoma, Kentucky, Loudon e Indianápolis y llegó en los primeros 30 de la tabla general, por lo quedó se clasificó a la Caza. En las primeras nueve carreras de la Caza logró finalizar en el top 20 en todas menos una carrera, de modo que avanzó en la carrera por el campeonato en Homestead, donde triunfó y se coronó campeón de la categoría.
En 2016, Kyle acumuló cuatro victorias en Martinsville, Texas, Kansas y en las 400 Millas de Brickyard en las primeras 26 carreras de la temporada. Una vez clasificado en la Caza, a pesar de no lograr victorias, clasificó a la ronda final en Homestead, donde terminó sexto en la carrera y tercero en el campeonato. Por otro lado, en la NASCAR Xfinity Series logró 10 triunfos en 17 fechas.

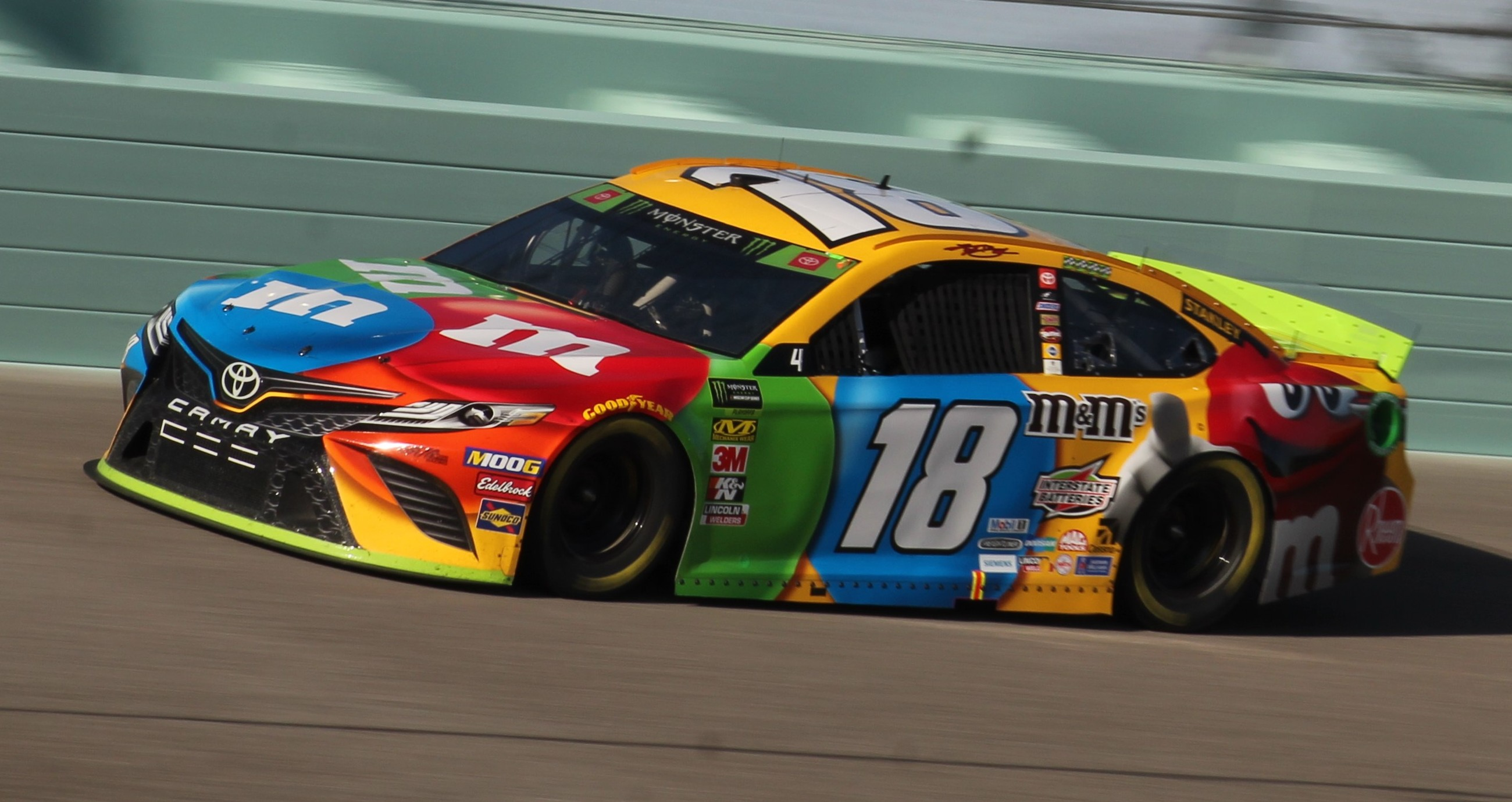
Kyle Busch en Homestead, año 2019.

Kyle logró 5 victorias y 14 top 5 en 2017, de forma que quedó subcampeón de la Copa NASCAR, por detrás de Martin Truex Jr.. En tanto en la Xfinity Series obtuvo cinco victorias en 10 carreras. En 2018, Kyle triunfó en ocho carreras y tuvo 22 llegadas entre los primeros cinco mejores, siendo sus mejores números en una temporada de Copa NASCAR. Sin embargo, resultó cuarto en la carrera por el campeonato, siendo el último de los cuatro finalistas. Por otro lado, obtuvo una victoria en NASCAR Xfinity y dos en NASCAR Trucks.
Al año siguiente, Kyle resultó campeón de la Copa NASCAR con cinco victorias, incluyendo la carrera por el campeonato en Homestead, y 17 llegadas entre los cinco mejores. Mientras que en la NASCAR Xfinity logró cuatro victorias en siete presentaciones y en la NASCAR Truck Series ganó en las cinco carreras que participó. En 2020, Busch llegó hasta la segunda ronda de la postemporada de la Copa NASCAR, siendo octavo en la temporada con un triunfo y 14 top 5. Mientras que obtuvo un triunfo en la Xfinity Series y tres en la Truck Series.
En 2021, Kyle ganó en Kansas y Pocono (en donde sufrió con una transmisión rota, que le hizo correr en cuarta marcha), además de obtener 14 top 5 en la Copa NASCAR. Fue eliminado en la tercera ronda de la postemporada, concluyendo la temporada en la novena posición. Mientras que en la Xfinity Series venció las cinco carreras en las que compitió, alcanzando  en Nashville las 100 victorias en la categoría, y por otro lado, ganó 2 carreras de la NASCAR Truck Series.

## Campeonatos y logros de Lucha Libre
- World Wrestling Entertainment/WWE
  - WWE 24/7 Championship (1 vez)